# معركة تورنا
وقعت معركة تورنا بين سلطنة مغول الهند وإمبراطورية مارثا. أمر السلطان المغولي وأورنكزيب بمحاصرة قلعة تورنا حيث اقتحم الجنرالات المغولين محمد أمين خان وتربيات خان تورنا وهزموا المراثيين. تقديراً للدفاع الصعب الذي كان على المغول التغلب عليه للاستيلاء على هذا الحصن، قام أورانجزيب بإعادة تسميته باسم فتح الغيب.